# San Cristóbal (Kuba)
San Cristóbal ist eine kubanische Stadt und Municipio in der Provinz Artemisa. Bis 2011 gehörte sie zur Provinz Pinar del Río. Die ersten Siedler waren Spanier von den Kanarischen Inseln und aus Cádiz. Das Stadtgebiet unterteilt sich in 12 Räte, 122 Wahlkreise und 11 Verteidigungszonen. Der Urbanisierungsgrad des Municipios beträgt knapp 70 Prozent, 21.000 Menschen leben im ländlichen Raum.

## Geographie
Die Stadt liegt im Südosten der Provinz Artemisa und wird im Norden von der Municipio La Palma, im Süden vom karibischen Meer eingegrenzt. San Cristóbal hat eine Fläche von 936 km². 31 % der Fläche ist gebirgig. Die Durchschnittstemperatur beträgt 25 °C, die Luftfeuchtigkeit 81 %. Die jährliche Niederschlagsmenge liegt zwischen 1100 und 1300 mm³.
Die Küste ist etwa 20 bis 25 Kilometer lang und von Mangroven bewachsen. In der Umgebung der Stadt gibt es drei größere Berge: Toro (678 m), Sierra de Rangel (665 m) und Los Tumbos (503 m).

## Geschichte

### Von der Gründung bis zum Unabhängigkeitskrieg
Die Geschichte San Cristóbals begann am 6. August 1664 mit der Ausstellung der Landurkunde für Don José Antonio Herrera (spanischer Herkunft) als der Ort erstmals erwähnt wurde und als Herrera oder Hof San Cristóbal bekannt war. Nach den königlichen Dekreten aus dem Jahr 1680 war der Besitzer Doña Leonor Calvo. Damals hatte Herrera 421 Pferde, 79 Jahre später wurde der Ort Eigentum von Don Alejandro Martínez (spanischer Herkunft). Nach und nach ließen sich einige Familien am Ufer des Rio Cristóbal nieder. 
Im Neunzehnten Jahrhundert war San Cristóbal ein Zentrum des kubanischen Unabhängigkeitskampfes. Zwischen dem 22. Mai und 17. September 1879 lebte José Martí in dem Ort und bereitete konspirativ den Unabhängigkeitskampf vor. Antonio Maceo besuchte den Ort während des kubanischen Unabhängigkeitskrieges am 4. und 5. Februar 1895. Als Folge des Krieges wurde die Bevölkerung erheblich dezimiert und die gelähmte Wirtschaft der Stadt führte zu Krankheiten und Arbeitslosigkeit.

#### Historische Eckdaten
- Im Jahr 1902 wurde das erste Postamt eröffnet.
- An das Telefonnetz wurde San Cristóbal in den frühen 1920er Jahren angeschlossen.
- Das erste Kraftwerk zur Stromerzeugung ging 1916 in Betrieb.
- Die erste Bank wurde 1916 gegründet und ging 1922 bankrott.
- Im Jahr 1907 hatte San Cristóbal 20.388 Einwohner und 305 Betriebe. Die Fläche der Stadt betrug 750 km².
- 1919 erhielten nur 28,4 % der Bevölkerung Unterricht.
- Seit den 1920er Jahren hat die Stadt ein Kino.
- Im Jahr 1929 wurde die Hauptstraße gebaut.
- Die erste Gewerkschaft wurde 1933 gegründet.

### 20. Jahrhundert bis zur kubanischen Revolution

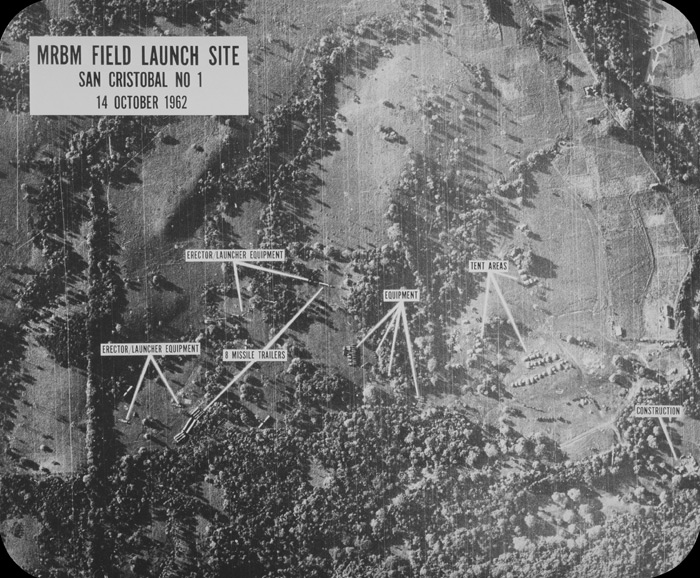
Luftaufnahme der Raketenstellungen nahe San Cristóbal

San Cristóbal war in seiner Geschichte agrarisch geprägt und liegt im Anbaugebiet von Tabak und Reis. Im Jahr 1952 gab es in der Umgebung der Stadt 362 Tabakfarmen. 1956 wurde die Reismühle La Paloma mit einer Kapazität von 25 Scheffel pro Stunde gegründet in der 13 Saisonarbeiter beschäftigt waren. San Cristóbal wurde der erste Kaffeeproduzent der Provinz. Das Land war damals im Besitz von etwa einem Dutzend Großgrundbesitzern, die es meist unproduktiv bewirtschafteten und Wochenlöhne von 3-4 Dollar bezahlten während tausende Kleinbauern eigene Parzellen bewirtschafteten. Die beiden größten Höfe waren El central mit 1300 Pferden und die Rancho Mundito mit 1100 Pferden. 1952 eröffnete ein Bankbüro.

### Stationierung sowjetischer Atomraketen als Auslöser der Kubakrise
Am 14. Oktober 1962 machten US-amerikanische Aufklärungsflugzeuge Luftbilder, auf denen in der Nähe von San Cristóbal errichtete Abschussrampen für Mittelstreckenraketen zu erkennen waren. Dies löste die Kubakrise zwischen den Supermächten USA und Sowjetunion aus, in deren zweiwöchigen Verlauf die große Gefahr eines von Kuba ausgehenden Atomkriegs bestand.

## Wirtschaft

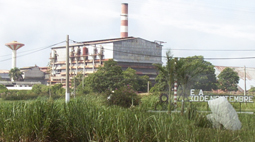
Zuckerfabrik 30. November in San Cristóbal

Traditionell ist die Wirtschaft San Cristóbals stark agrarisch geprägt. Seit der Gründung der Stadt sind Tabakanbau und die Viehzucht vorherrschend. Seit dem 19. Jahrhundert wird zudem Kaffee angebaut. 
Nach der kubanischen Revolution diversifizierte sich die Wirtschaftsstruktur der Stadt. So gibt es heute eine Zuckerfabrik, mehrere Eis- und Eiscremefabriken, eine Fischzucht, ein Fischbearbeitungszentrum, eine Weinfabrik, eine Geflügelzucht, eine Fabrik für Fertigteile und andere. Außerdem befindet sich in San Cristóbal das Provinzzentrum für künstliche Befruchtung.
Die Gemeinde besitzt vier Talsperren, die zur Bewässerung in der Landwirtschaft und für die Energieerzeugung genutzt werden.

## Infrastruktur

### Bildung
Im Jahr 1980 gab es in San Cristóbal 90 Grundschulen, darunter auch einige Internate. 1991 gab es in der Stadt 6151 Schüler und 761 Vorschulkinder. Die Polytechnische Oberschule der Stadt hatte 2847 Schüler und 304 Lehrer. 
Unter Berücksichtigung der agro-industriellen Prägung der Stadt wurden 1976 zwei Fachhochschulen errichtet, die IPA Batalla del Rubí und 30 de Noviembre. Diese Zentren haben die Aufgabe Fachkräfte und Techniker für die Landwirtschaft und die Zuckerindustrie auszubilden. 
In den 1980er Jahren erlebte die Erwachsenenbildung in der Stadt einen deutlichen Anstieg, denn nach Beschluss des II. Parteitages der PCC (Dezember 1980) sollte die Masse der Werktätigen Kubas mindestens über eine Mittelschulbildung verfügen. Zur Erreichung dieses Ziels wurden auch in San Cristóbal sogenannte SOC errichtet (spanisch: Secundaria Obrero-Campesina, Arbeiter- und Bauern Sekundarschulen), die der Erwachsenenbildung dienen. 
Auch eine pädagogische Hochschule und einige Kindergärten wurden in den 1980er Jahren in der Stadt gebaut. An der medizinischen Fakultät studieren derzeit mehr als 100 ausländische Studenten.

### Kultur
In San Cristóbal existieren verschiedene kulturelle Einrichtungen für Theater, bildende Kunst, Musik, Literatur und Tanz. Am 24. Februar 1978 eröffnete das Kulturhaus der Stadt. Insgesamt gibt es 150 verschiedene Kulturgruppen.
Seit 1984 gibt es in San Cristóbal alle grundlegenden kulturellen Einrichtungen: Ein Kulturhaus, ein Museum, eine öffentliche Bibliothek, mehrere Kinos, eine Kunstgalerie, ein Jugendclub, eine Theatergruppe und andere. 
Seit dem 19. Jahrhundert existieren mehrere Baseball-Mannschaften in der Stadt. Neben Boxen und Fußball ist Baseball die wichtigste Sportart.

### Gesundheitswesen
Die bedeutendsten Fortschritt im Gesundheitswesen von San Cristóbal wurden nach der kubanischen Revolution erzielt. Im Jahr 1959 verfügte die Stadt über eine kleine Erste-Hilfe-Station, eine private Klinik und 10 private Arztpraxen. 1982 wurde die Poliklinik der Stadt feierlich von Fidel Castro eingeweiht. In diesem Jahr kamen auf einen Arzt 626 Einwohner, ein Krankenhausbett auf 400 Einwohner und eine Krankenschwester pro 239 Einwohner.
Seit 1984 nimmt San Cristóbal am Familienarztprogramm teil. Dadurch wurden mehrere dezentrale Ärztehäuser errichtet, um die Grundversorgung der Bevölkerung sicherzustellen. Bis 1991 stieg die Zahl der Kliniken auf 31, die Zahl der Apotheken auf 12. Seit diesem Jahr verfügt die Poliklinik über ein mikrobiologisches Labor zur Diagnose von HIV.